# Halichoeres radiatus
Halichoeres radiatus es una especie de peces de la familia Labridae en el orden de los Perciformes.

## Morfología
Los machos pueden llegar alcanzar los 51 cm de longitud total.

## Distribución geográfica
Se encuentra desde Venezuela Bermuda y Carolina del Norte (Estados Unidos) hasta el golfo de México, las Indias Occidentales y Brasil.